# 皇都戲院
皇都戲院（英語：State Theatre），全名皇都戲院大廈（State Theatre Building），位於香港島東區北角英皇道279－291號，所屬地段由三部分組成：皇都戲院、皇都戲院大廈及商場。皇都戲院的前身為「璇宮戲院」，於1952年落成，是一座單幢式戲院，而皇都戲院大廈及商場則於1959年落成。
皇都戲院曾屬陸海通集團旗下，包括皇都戲院和皇后戲院。
皇都戲院在播放電影的前期，在60、70年代曾邀請許多著名人物和團體演出。包括： 鄧麗君、青山、台灣藝霞歌舞劇團等。
梁柏活先生（1941-2015）任皇都戲院經理30載，見證香港電影發展。皇都戲院播映嘉和院線的電影，戲院內有糖果部、售票處、大堂、經理室、員工休息室、美術部、播映室（機房）和舞台及舞台（後台）化妝間。
是香港碩果僅存的舊式大戲院，既印證香港昔日娛樂事業的風華年代，也盛載市民的集體回憶，2017年獲評為一級歷史建築。
2015年7月，代表新世界發展為首等財團正式展開大規模的收購舊樓行動，成功購入該廈逾兩成業權，並落實向小業主進行收購，全幢涉資逾36億港元。
2020年10月8日，新世界發展以47.76億港元投得皇都戲院大廈全部業權，同時宣佈，將為擁有68年歷史的前皇都戲院部分啟動保育計劃，復修、保留和重塑戲院古蹟的歷史面貌，包括天台俗稱「飛拱」的桁架建築。

## 歷史

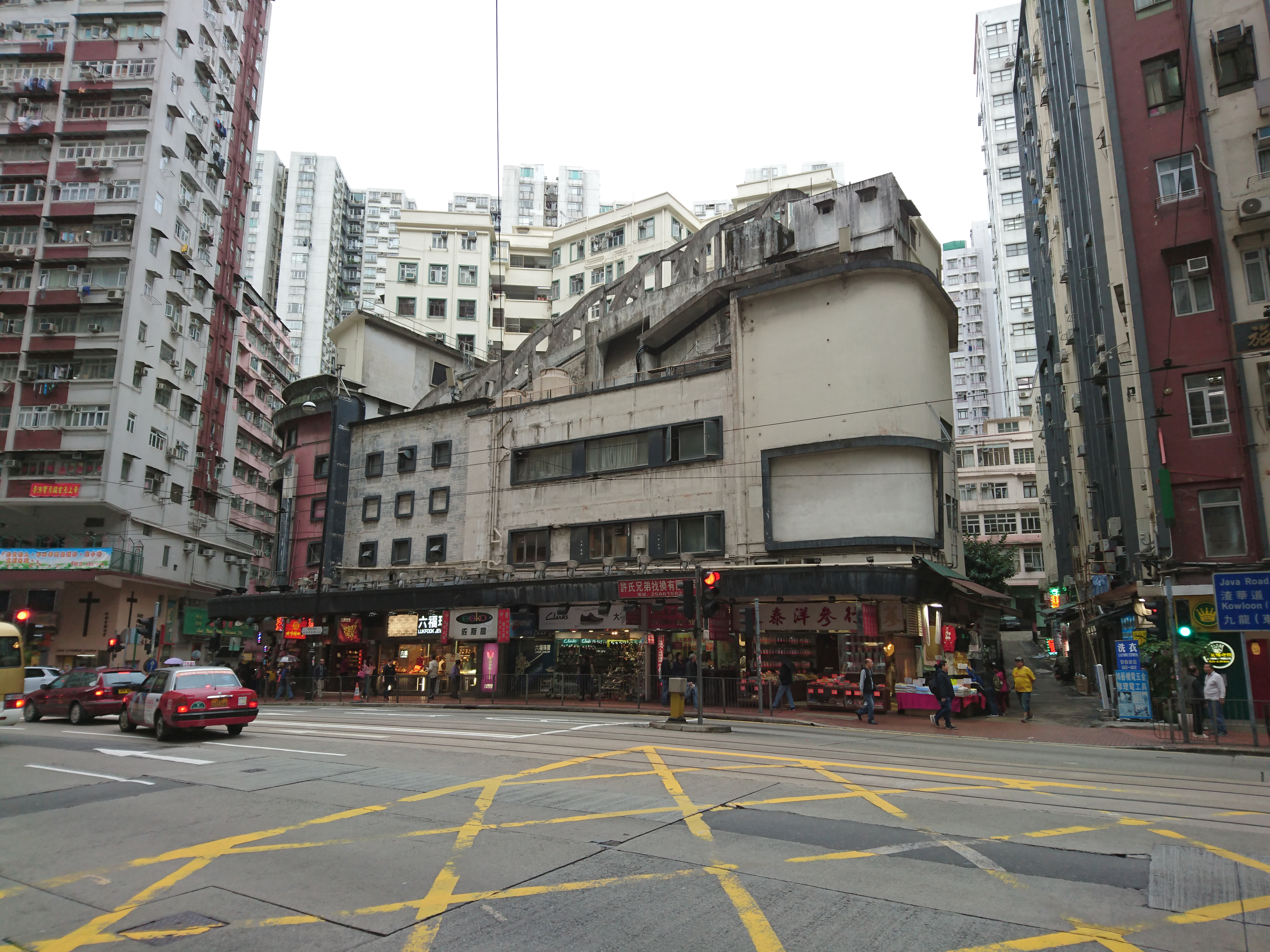
皇都戲院面向英皇道一面 (2016年)

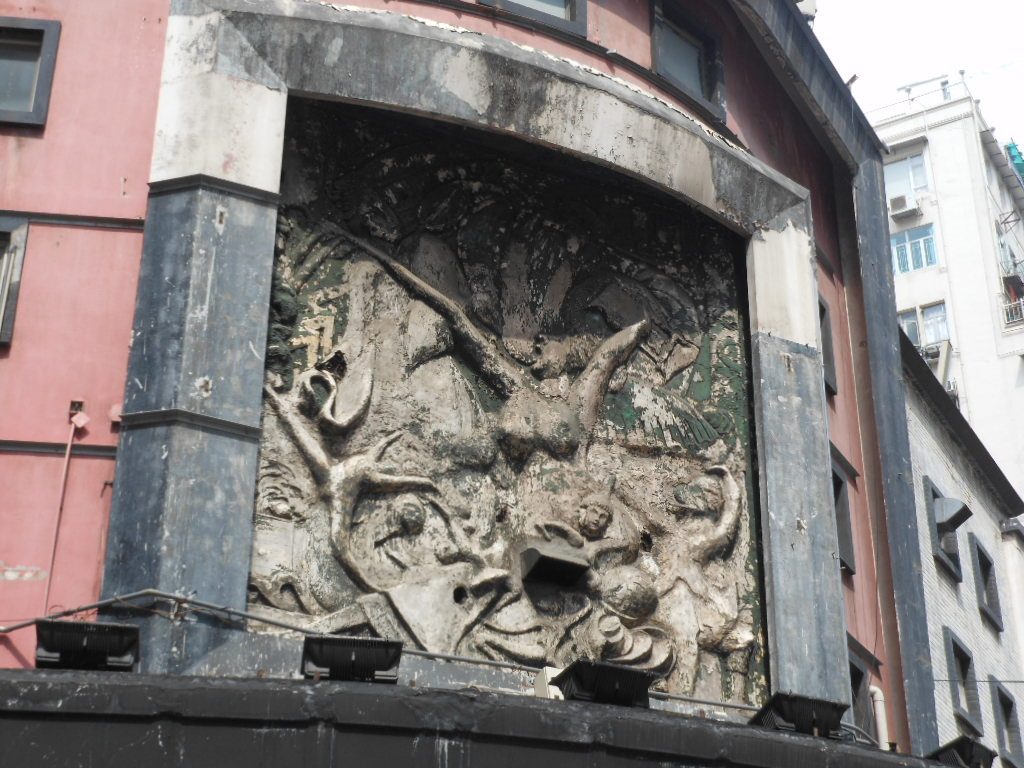
正門對上的「蟬迷董卓」浮雕，惟已褪色

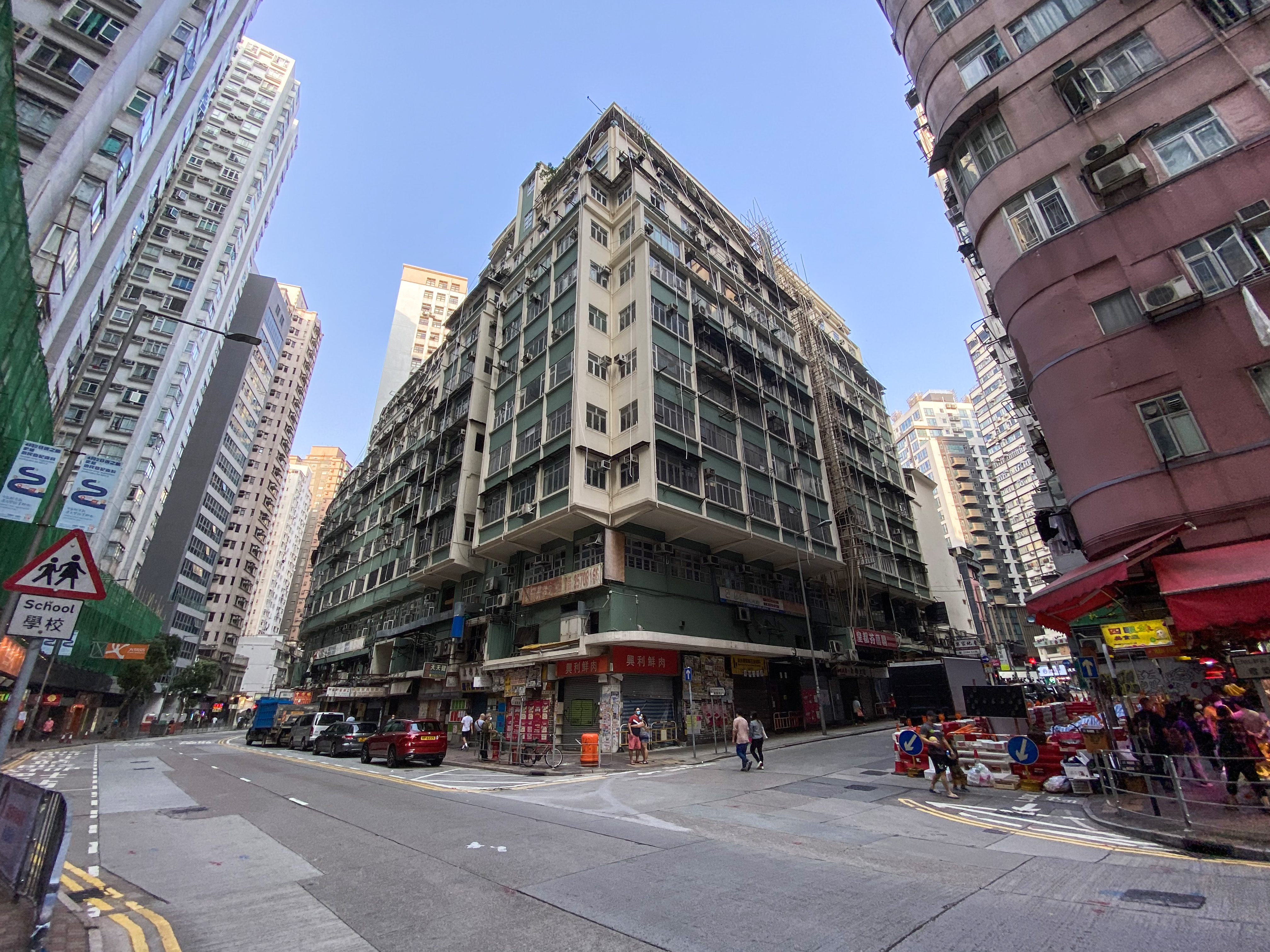
皇都戲院大廈（2021年4月）

皇都戲院的前身為1952年12月建成的璇宮戲院（Empire Theatre），該建築物由建築師劉新科及1950年的香港測量師學會主席 George. W. Grey 設計。璇宮戲院於1957年底結業後與毗鄰的地段重新發展成住宅及商用建築物，而地下停車場則改建成三層商場。1959年2月8日，易了手的璇宮戲院重開，改名皇都戲院，到1997年2月28日結業，後於2000年改裝為桌球會，而該娛樂場所一直營業至今。
早年的璇宮戲院佔地三萬平方尺，座位逾1,300個，而皇都戲院座位也逾千，並劃分為前座、中座、超等和特等。璇宮戲院開幕時曾賣廣告有標語謂「地底車場」、「遠東僅有」、「藝術浮雕」、「高尚名貴」。多年來國際級音樂會及海外歌舞團如日本松竹歌舞團、台灣藝霞歌舞團等亦在此處表演，當中包括鄧麗君。

### 璇宮戲院
創辦人歐德禮（Harry Odell）於1952年到1957年短短五年間把大量世界頂尖古典音樂和西方歌舞表演帶到璇宮戲院，而這座英皇道上的地標於1950年代猶如「香港大會堂」，擔任關鍵的文藝平台角色。音樂歷史專家周光蓁博士指出曾參與1941年「香港保衛戰」也當過戰俘的歐德禮於戰後百廢待興的香港以商養文（以播電影的收入來資助他熱愛的古典音樂演奏會），「也將香港寫進國際音樂藝術版圖，為10年後大會堂開幕積累軟件經驗，例如演出贊助、宣傳、購票、培養聽眾等。」他直言：「歐德禮幾乎隻手改寫香港演藝發展歷程，功不可沒。」
殿堂級歌唱家費明儀1956年於璇宮戲院演出，踏出其職業音樂人生的重要一步。她於生前的最後一個訪問中指出：「若無璇宮戲院，就不會有十年後的大會堂。」
著有多本有關香港戲院歷史和流行文化書籍如《香港戲院搜記．歲月鈎沉》的黃夏柏亦稱：「文化場地得來不易，大會堂於1962年啟用，追溯走過來的路，璇宮無疑具有推進意義。」 
璇宮戲院於1957年底結業。

### 小上海
1940年代末，國內局勢動盪，大量上海人南移香港，並於北角聚居，他們把上海的生活文化帶到這裡，形成北角於1950年代及1960年代初的「小上海」歷史時空和洋化面貌，璇宮戲院就是在這個時代背景出現。

### 皇都戲院
易手後的璇宮戲院改名為皇都戲院，於1959年2月8日開業，其後在1960年代主要放映西片和國語片，到1970年代初加入嘉禾院線，直接締造了港產片於1970和1980年代的黃金歲月，上皇都戲院看電影是很多北角街坊及香港戲迷的集體回憶。
1960年2月皇都戲院首度公演粵劇 —— 麥炳榮、鳳凰女領導的大龍鳳劇團於此上演《雙龍丹鳳霸皇都》。戲園與戲院結合，演粵劇與放電影的場地二合為一，是舊式香港戲院的特色。
到了1970年代，香港一度盛行海外歌舞團表演，而皇都戲院也是一個十分受歡迎的表演場地，曾到此表現的包括日本松竹歌舞團及台灣藝霞歌舞團。但論最令人津津樂道的演出，可能是1970年8月隨台灣凱聲綜合藝術團而來的鄧麗君。
皇都戲院1970年代初加入嘉禾院線，之後25年播放無數膾炙人口的港產片。香港戲院歷史專家黃夏柏曾道：「李小龍的武打經典、許氏兄弟的鬼馬喜戲，還有跳脫的《師弟出馬》、詭異的《人嚇人》、奇幻的《新蜀山劍俠》、淒美的《胭脂扣》，以至地道卡通首作《老夫子》...... 早已融入本地觀眾腦海的影像，那些年躍動於皇都的銀幕。」
1997年2月28日皇都戲院上映最後一部電影，成龍主演的「一個好人」，隨後結業改營為桌球城會所。

### 皇都戲院商場

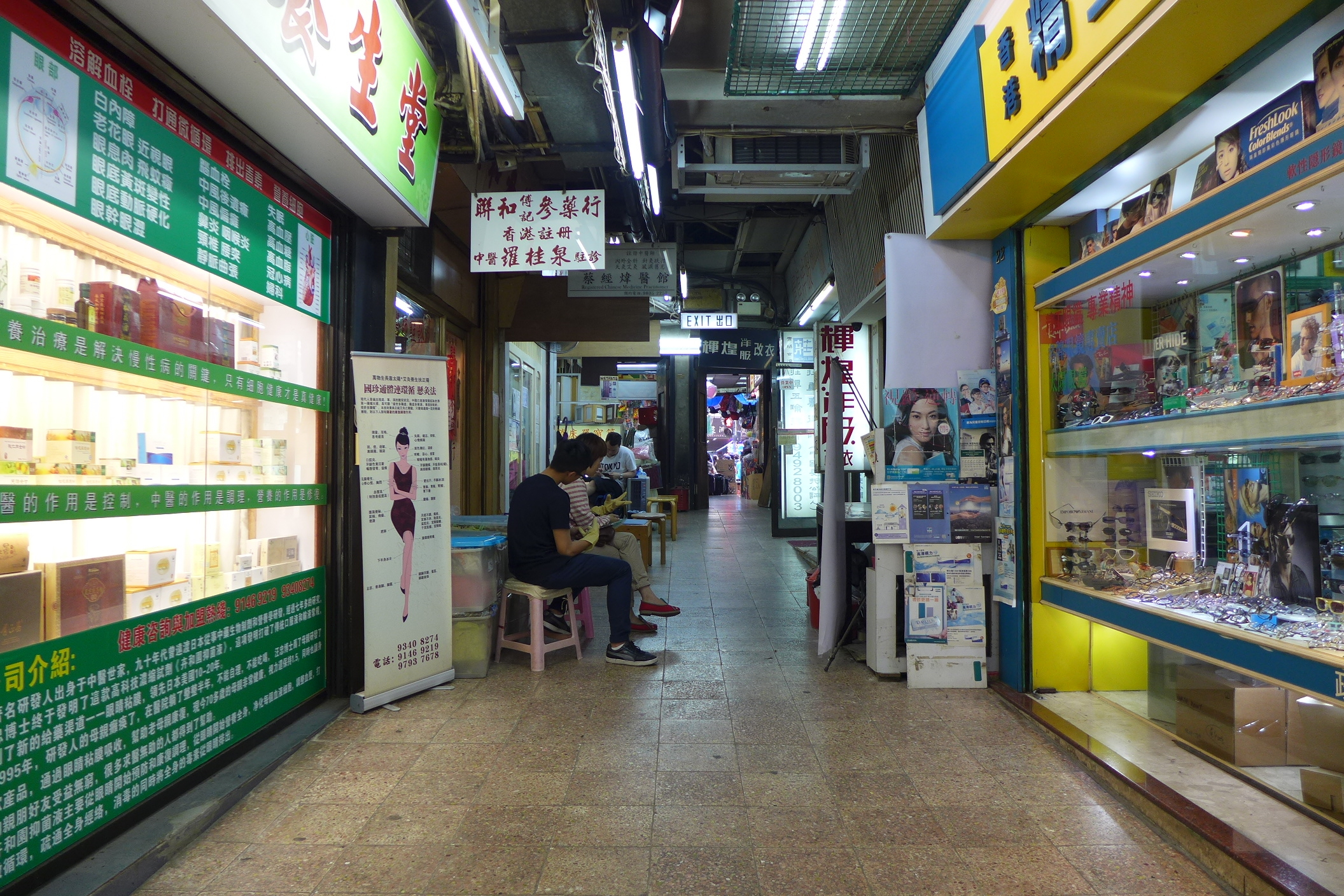
地面的皇都商場，大多店舖仍保留1950年代的設計

戲院地面的皇都商場內的大多店舖仍保留着昔日的格局，老店包括輝煌洋服、溫莎髮廊、公主眼鏡等，陳設及店舖燈箱懷舊味重，恍如走進時光隧道。
惟皇都戲院的收購行動以到尾聲，商場今日十舖九空，破舊落寂，令人難以想像這兒曾經是個潮流的指標。資深導演趙良駿自小在北角長大，他指出昔日的皇都戲院就是「品味的代表」。他於2017年初的一篇訪問解釋：「我們不要只當皇都是一間戲院，它其實雲集了各種好去處。皇都二樓就是當時最好的上海菜館雪園，它不僅烹調最地道的上海菜，更是一間充滿傳奇的餐廳；而廣為人知的偉倫唱片公司剛好就開在皇都商場內。皇都更有一間品質優良的恤衫店 ...... 雖然當時並未有『商場』的概念，但皇都這個商場能蘊含眾多特色，有着最好的唱片公司和自訂恤衫店，這就是《號外》開始時期所追求的那種『品味』。」
作家陸離曾於1964年寫道：「皇都戲院的門口大堂也很夠寬闊，晚上那條五角柱還會發光。未開場前在附近瀏覽一番，可看的去處也多的是，除了戲院本身有食物部之外，迴廊轉處，四通八達，單是唱片公司就有兩間，鞋店裏裏外外加起來，竟有十七家之多，直為全港之冠。」

## 建築特色

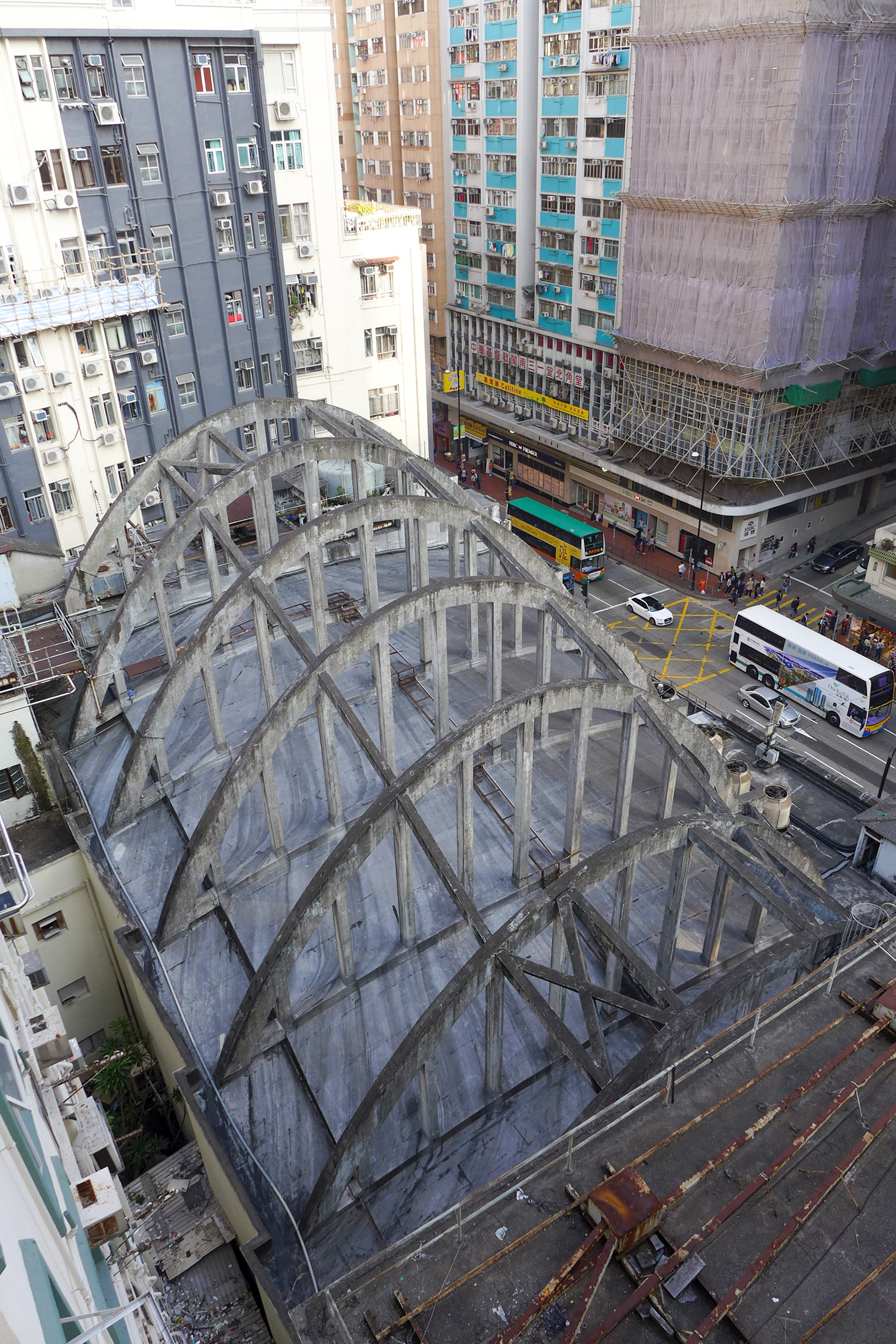
皇都戲院屋頂的拋物線型混凝土桁架，被國際保育組織 Docomomo International 譽為全球獨一無二的設計

- 皇都戲院的工程師巧妙地把一連串的拱橋桁架並行排列，形成整塊屋面的拋物線型支撐結構，而那個外露於戲院屋頂的桁架設計更被國際保育組織 Docomomo International 譽為世上獨一無二。[31]「拱橋式」的桁架支撐戲院屋頂以達至無柱室內空間，並直接吊著放映室，以減低因受外來聲音所引致對戲院的震盪，提升視聽質素 ，成就璇宮的劇院功能。而香港大學建築保育學部主任李浩然博士直指皇都戲院的屋頂結構根本是橋樑的設計，並將其與新加坡的愛琴橋（1929落成）對照，結論兩者都是屬於鋼筋混凝土建造的「馬氏彩虹拱橋」圓拱。[32]
- 戲院外觀簡潔，加上屋頂那個精湛的鋼筋混凝土桁架結構，盡顯現代主義建築特色。
- 弧形的轉角立面設計及流線形深闊簷篷突出了戲院的主入口，而大大小小的四方框緣雖線條簡約，卻為主立面拼湊出一個豐富有趣的視覺效果。 入口上方的大型「蟬迷董卓」浮雕，出自著名畫家梅與天，惟該藝術品長年埋於廣告板後，早已破損，內容難以辨識。不過前香港建築師會會長林雲峰指，若把浮雕放於它出現的時代背景（1952年），亦可欣賞其大膽前衛的美學 。[33][34]而據1952年《華僑日報》一篇講評指出，梅與天刀下其實雕出了「聯合國佳麗」：「浮雕的中心人物，是一位希臘女神，她一手執著代表音樂的七絃琴，在放懷高歌圍繞她前面的是緬甸、泰國的舞姬，代表着東南諸民族發揚他們特有的土風，還有位是表演芭蕾舞的女郎，代表西歐典雅的舞蹈。」[35][36][37]

## 結構
皇都戲院大廈樓高11層，分南北兩座，共有221個住宅單位，鋪位80個。雖然大廈在過去數年被大規模收購，但於2015年，大廈進行了舊樓更新工程，涉及1,400多萬元，每戶約需交3-4萬元。大廈樓齡50多年，但當年建築結構做得很不錯，而維修工作現已完成。

## 有關皇都戲院的常見誤解
- 傳媒常稱皇都戲院的屋頂結構為「飛拱」（flying buttress），但正確說法應是拋物線型桁架，[39]簡單也可形容為「拱橋式」支架設計，[40]重點是它把戲院的屋頂由上支撐起來。然而，「飛拱」一般是指把牆壁托起來的支架結構，此設計多見於古老教堂，如巴黎聖母院和香港堅道聖母無原罪主教座堂。[41][42]
- 傳媒亦常稱皇都戲院於1997年結業後改建為商場，但事實是皇都戲院商場早於1959年已開業，並一直營業至今。皇都戲院結業後於2000年改裝成桌球會。

## 財團欲收購重建

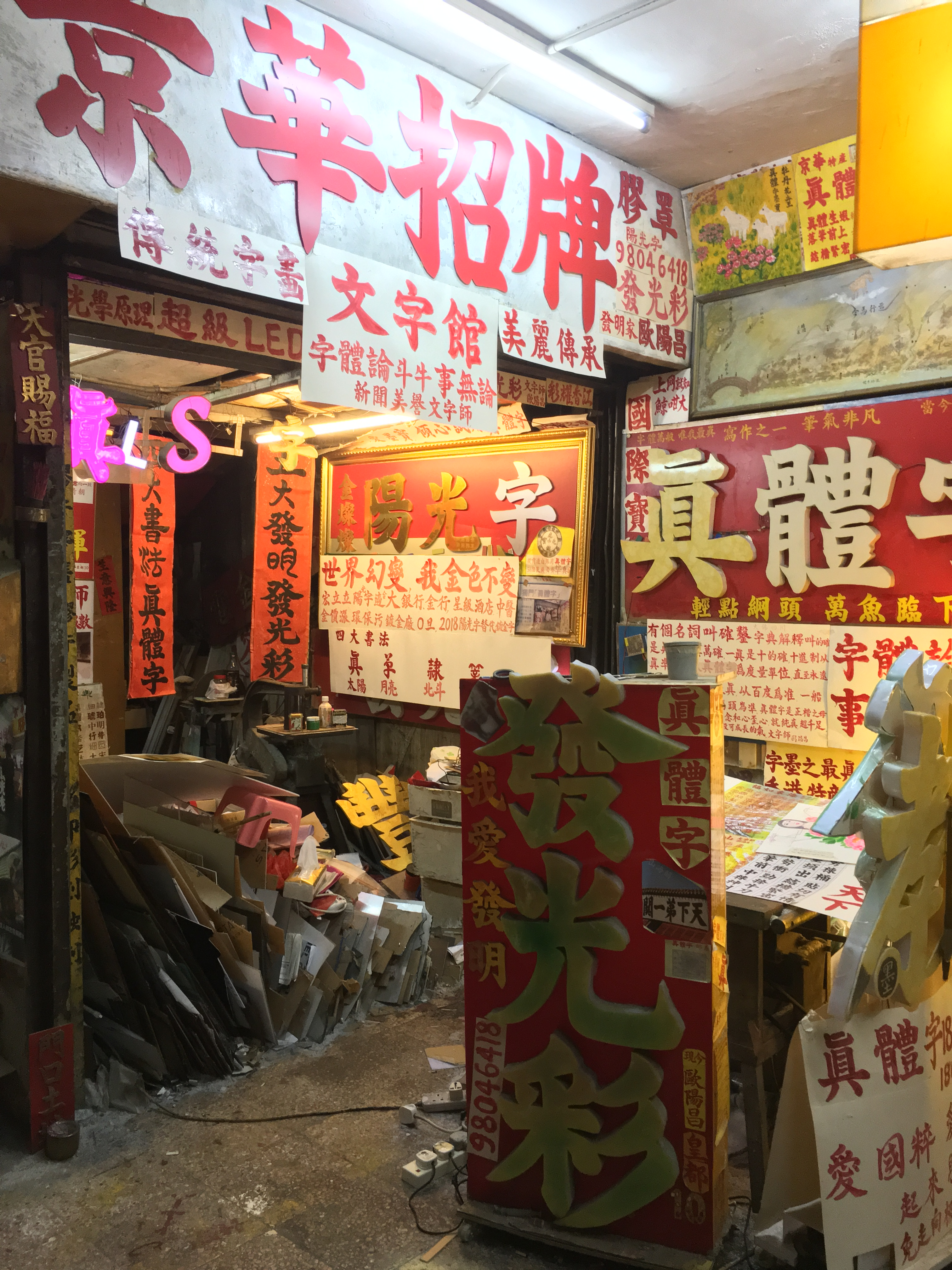
「京華招牌」是商場內少數留守的店舖

由於地盤面積龐大，位置佳，大廈多年前已被發展商的財團已蜂擁而至，惟該廈「釘子戶」眾多，不願出售手持物業，財團亦難於收購足夠的業權份數，以符合強拍要求。知名大戶包括老牌陸海通家族成員、實力商鋪投資者楊渭生，北角知名炒家姚加環等等。代表發展商新世界發展的有關人士，在2015年7月已成功與該三大「旗手」大戶達成協議，以逾七億元一口氣購入該廈逾兩成業權，成為啟動收購的關鍵。
2017年4月13日，新世界發展及有關人士以3.035億港元向投資者蘇子鈞及有關人士購入皇都戲院大廈閣樓及1樓1至5號室，面積合共約2.1萬方呎，面向渣華道，佔大廈整體業權約一成半。
2018年10月22日，新世界發展旗下公司向土地審裁處申請強制拍賣皇都戲院大廈，希望統一業權以作重建，發展商指如成功統一業權，將「積極考量如何保存前皇都戲院的精髓」，並會與民間團體合作，徵集北角和前皇都戲院的口述歷史。有業主表示現時大廈不少地方有石屎剝落和出現漏水問題。指大廈已經有9成住客遷出，會接受地產商保育安排。建築文物保護師吳韻怡強烈建議發展商需保留入口上方「蟬迷董卓」浮雕和屋頂混凝土拱架建築特色，否則不會是皇都戲院。
2020年3月末，商場大部分店舖已經結業，準備重建。
2019年6月，新世界發展以7.37億元向陸海通家族收購皇都戲院大廈戲院及地下26、27及80號鋪位及地下部分地鋪連閣樓、1樓及2樓前座，相當於全數約11.8%業權，陸海通家族1958年以約150萬元購入發展，是次轉手帳面賺約7.35億元，持有約61年，升值約490倍。
2020年8月24日，土地審裁署最新資料顯示，新世界發展以底價達47.76億港元申請強制拍賣，金額創下香港歷來最大金額強制拍賣紀錄。強拍之大廈位於北角英皇道271至291號，由住宅、商用及皇都戲院部分組成，地盤面積約36200平方呎：作住宅重建的地積比達10倍，可建樓面面積約36.2萬方呎；若作商廈發展，地積比則高見15倍，可建樓面面積達52.5萬方呎，新世界發展已併購項目逾九成業權。同年10月8日，新世界發展以底價47.76億港元投得北角皇都戲院大廈，是香港歷來最高成交價強拍個案。新世界表示會盡力復修及保留皇都戲院，並活化為藝術文化表演場所，將戲院天台的「飛拱」的桁架建築作休憩空間，讓公眾人士觀賞及「打卡」。
2024年12月2日，新世界發展公佈將重建項目命名為「皇都」（英語：State Pavilia）。

## 保育

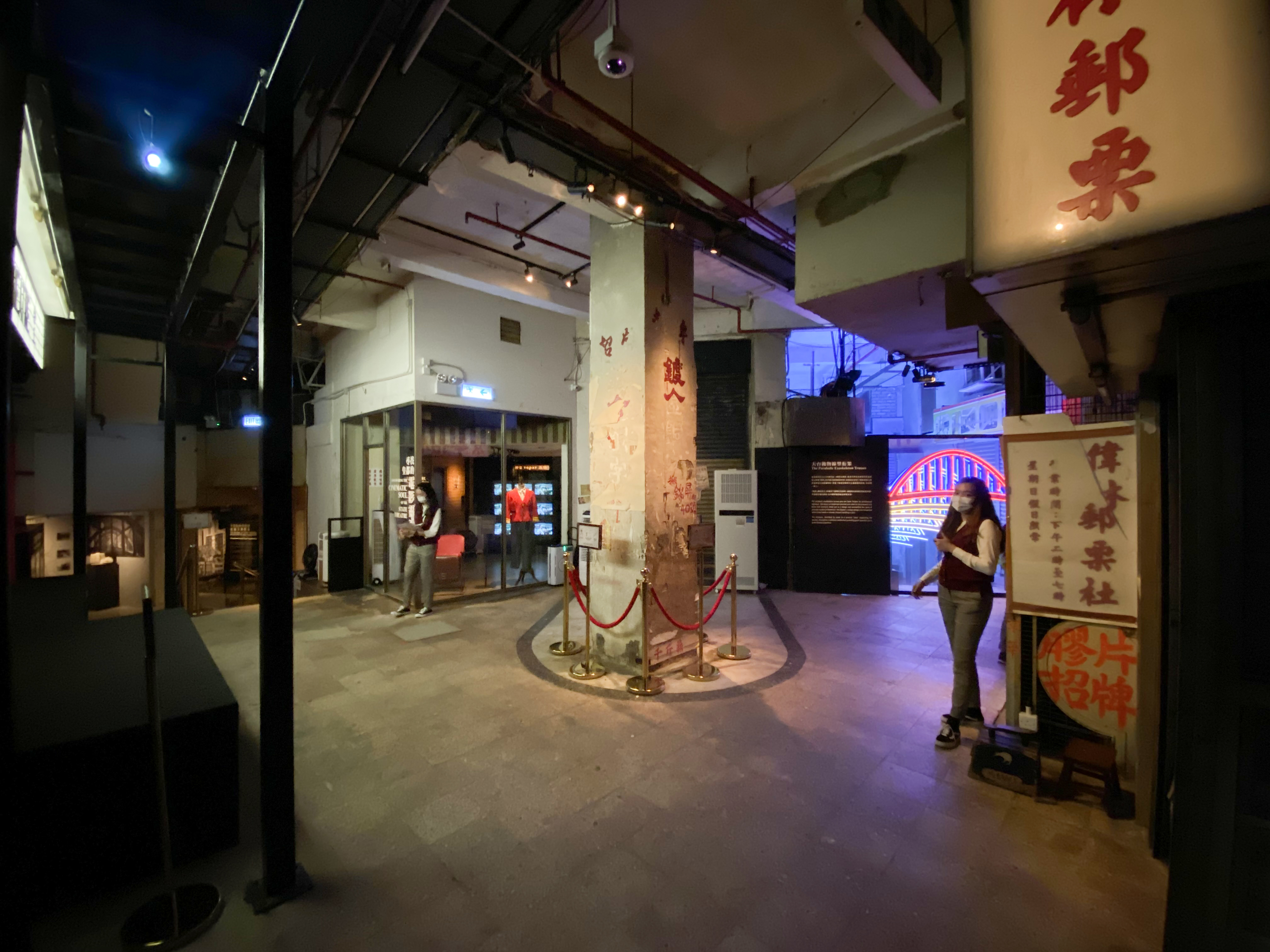
2021年4月，新世界發展在皇都戲院進行保育前舉行為期一個月的「尋找你我他的皇都」展覽，將商場範圍重新佈置

有見皇都戲院大廈開始被地產商收購，文化企業活現香港撰寫了舊皇都戲院文物價值評估報告，確立這建築獨有的歷史、建築及社會價值。
2016年3月23日，國際保育專業組織 Docomomo International 發出「文物危急警示」，形容皇都戲院是現代的重要建築，而獨特的屋頂結構更是全球獨一無二，要求避免清拆。消息傳出後，引起市民及保育團體關注，活現香港、長春社以及 Docomomo HK（國際現代建築文獻組織香港分會）發表聯合聲明，促請古物諮詢委員會將舊皇都戲院至少評為一級歷史建築。古物諮詢委員會於4月18日開會討論其歷史評級，古物古蹟辦事處只將舊皇都戲院建議評為三級，即屬最低的級別。多名委員質疑皇都戲院值得更高評級，古諮會最終決定押後表決。唯古蹟辦認為戲院的內部改動太大，已失去原有戲院功能，原真性的價值相對較低。活現香港曾邀請就讀建築系的已故演員曾江，考慮其從上海而來並在少時經常流連北角的背景，為保育皇都戲院拍攝短片。
開會前，有團體向古諮會主席林筱魯遞交請願信，要求該會調高皇都戲院評級至一級歷史建築。
活現香港其後多次撰文，批評古蹟辦建議評級背離專業、常理及民情，做事黑箱封閉。尤其是在4月18日古諮會會議中，古蹟辦代表指戲院「裏面改動比較大」，但當被委員質疑及追問下，卻坦承其實當時並不充分掌握戲院內部的改動情況，只是「靠估」。後來活現香港邀請保育專家翻查戲院過往改動申請記錄，並親赴現場考察，證實戲院內部結構完整，「裏面改動比較大」根本是一派胡言，並指古蹟辦不如直接改名為「估即辦」—— 「估一估即辦事處」（Assumptions Making Office, AMO）。此外，活現香港多番去信古蹟辦執行秘書蕭麗娟女士，要求檢視專家評審小組評分，或與專家小組見面溝通，或讓更多專家參與是次評級，但只是得到最典型「好官我自為之」的官僚回應，全部被拒。
另外，香港電台《早辰．早晨》節目（2016年5月30日至6月1日）訪問了古蹟辦評審專家小組兩名成員，揭示他們的歷史觀超錯，價值觀駭人，也跟社會大眾的想法嚴重脫節。例如歷史專家蕭國健指：「假若漢墓值5分，清代（建築）最多4分，咁皇都幾多分？」；「睇過戲係幾時嘅人呢？叻極都只係50年前嘅人。」；另一位專家（羅慶鴻）更稱：「集體回憶係『集』邊個嘅『體』？ 鄧麗君我個仔已經唔識啦！」（集體回憶是「集」誰的「體」？ 鄧麗君我兒子已經不認識啦！）同時，活現香港推出多條短片及懶人包，讓公眾了解評級爭議、皇都戲院的價值以及古蹟辦如何失職。
2016年12月8日，古物諮詢委員會信納皇都戲院的獨有價值，經投票後決定推翻古蹟辦的建議，把皇都戲院的建議評級提升為一級歷史建築。
2017年3月9日，古物諮詢委員會確認皇都戲院為一級歷史建築。同年12月，文化保育團體「活現香港」提出保育及發展並存方案。建議將中央通風廊移至僅16米高的戲院上方，既可保留戲院，發展商也可興建一幢高22層高大廈。其他設計包括將戲院原有空間改裝為室內運動場，可進行攀石、飛索及滑雪等活動。另一設計將戲院化身為生活廳，為市民提供減壓的共享空間。
2020年10月8日，奪得皇都戲院業權的新世界發展宣佈，聘請了負責復修獲聯合國教科文組織（UNESCO）亞太區文化遺產保護獎卓越獎項的香港「大館」、來自英國的建築事務所Purcell ; 曾負責牛津大學威斯頓圖書館及倫敦國王十字儲氣罐改造項目的英國建築事務所WilkinsonEyre；以及曾參與雷生春、中電總部等保育項目的香港創智建築師（AGC）有限公司，負責擬定保育及發展兼備的方案，包括保留整個戲院建築、復修天台俗稱「飛拱」的桁架，以及重構表演藝術場地。
2021年4月，新世界發展在皇都戲院進行保育前舉行為期一個月的「尋找你我他的皇都」展覽，將商場範圍重新佈置。當中包括入口處變成復古的售票處，職員會向參觀人士派發仿製戲票和預訂戲票位置。而場內的舖位變成展示與大廈歷史相關物品，包括舊戲票、仿製的戲院座椅、戲院員工制服和電影海報等。發展商同時將其中一間昔日店舖「皇都髪型屋」保留原貌。參觀人士需於網上登記成為「Culture for tomorrow」會員，之後在網上填寫問卷，若內容能夠表達對保育或歷史等有興趣，有機會獲得邀請參觀，每日最多有300人入內參觀。

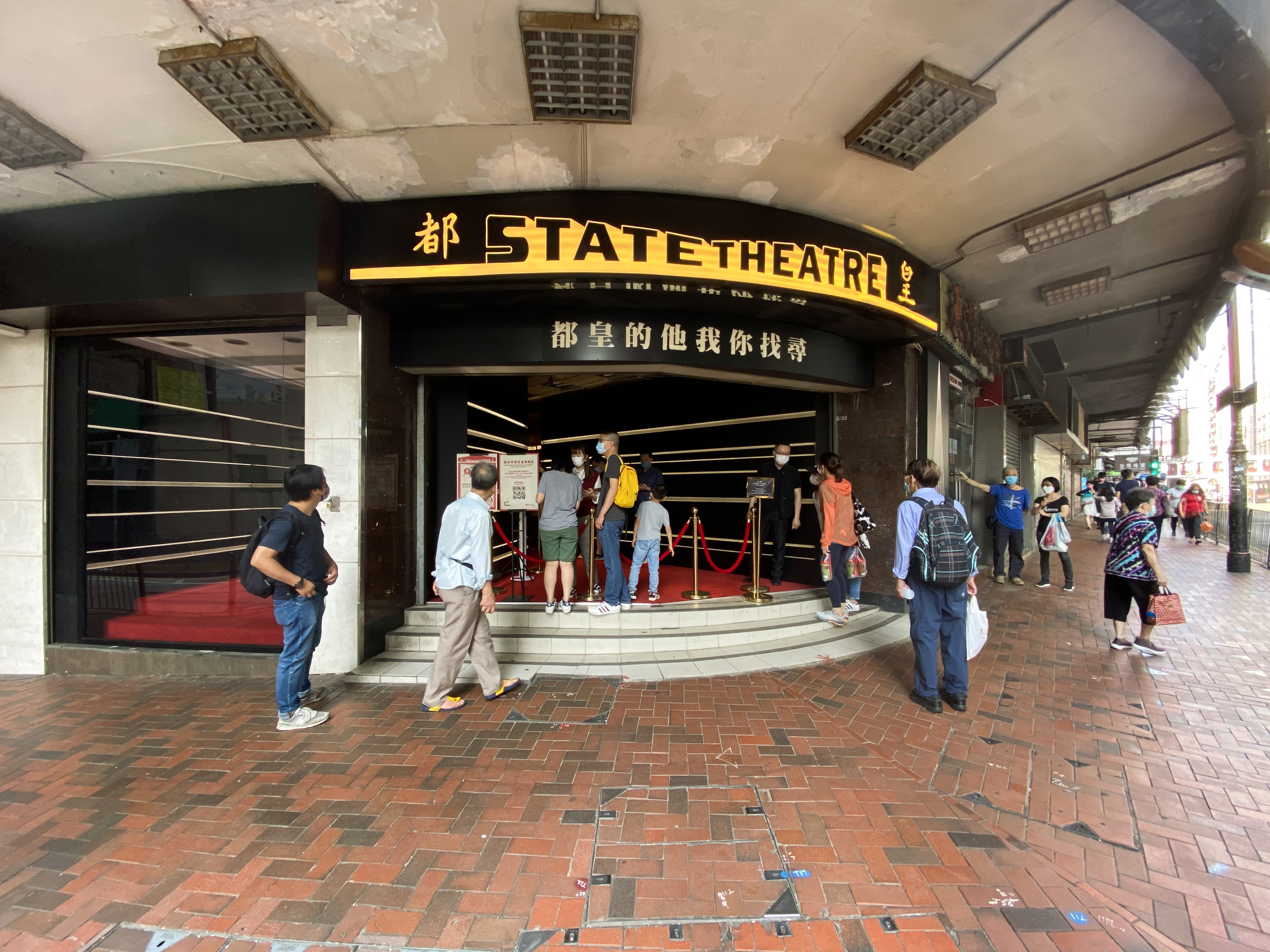
「尋找你我他的皇都」展覽入口
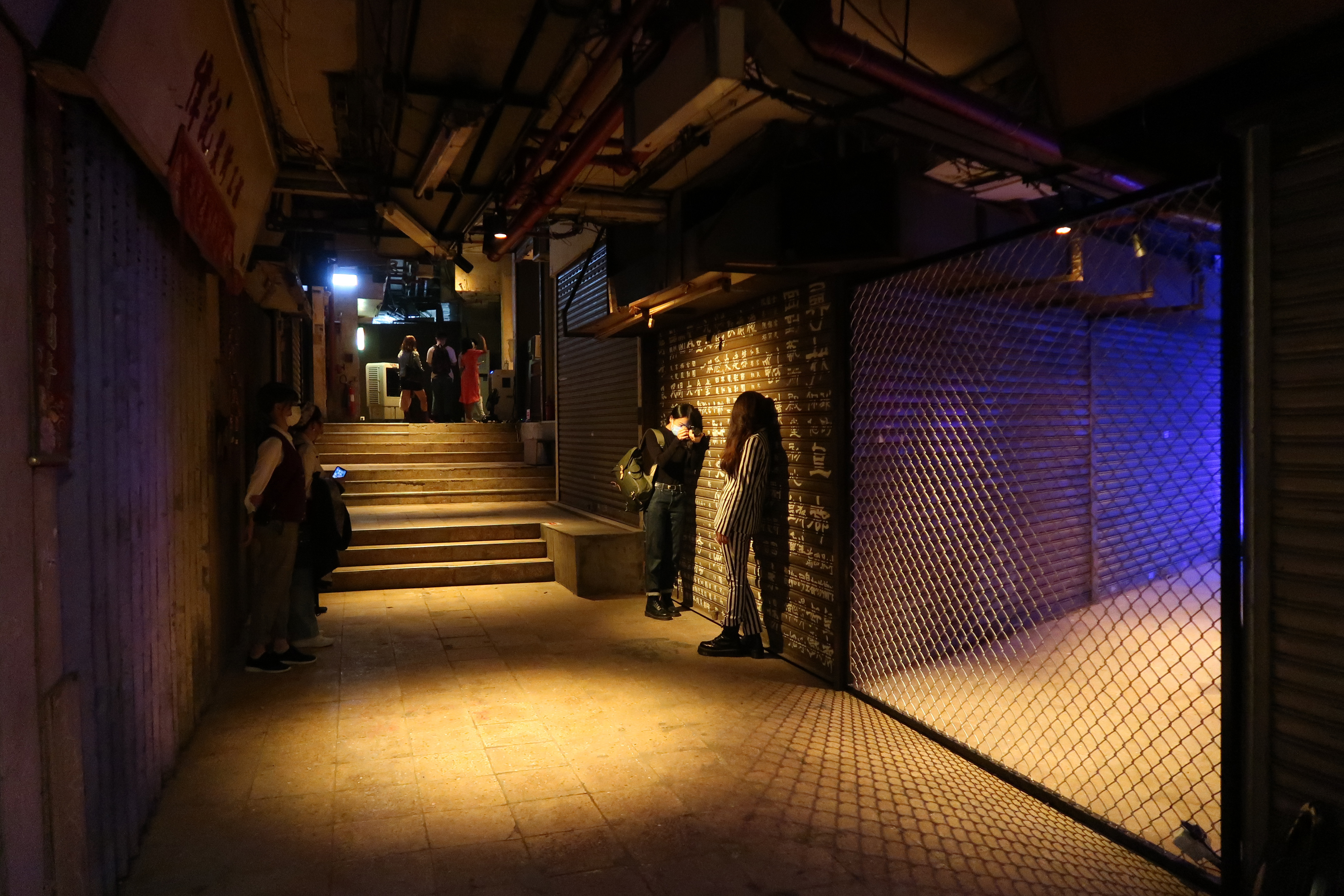
「尋找你我他的皇都」展覽保留了商場的通道面貌
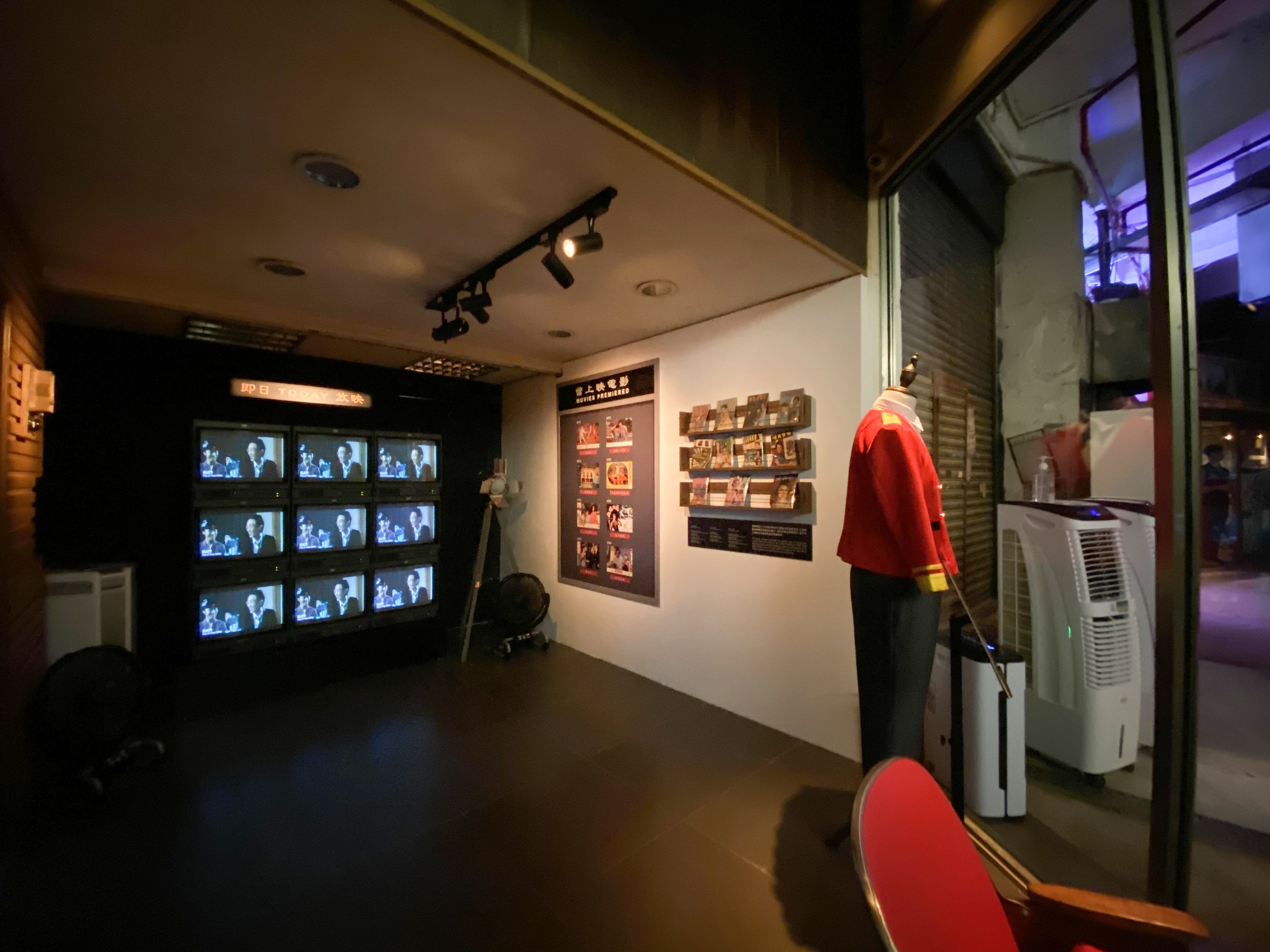
場內的舖位展示電影歷史
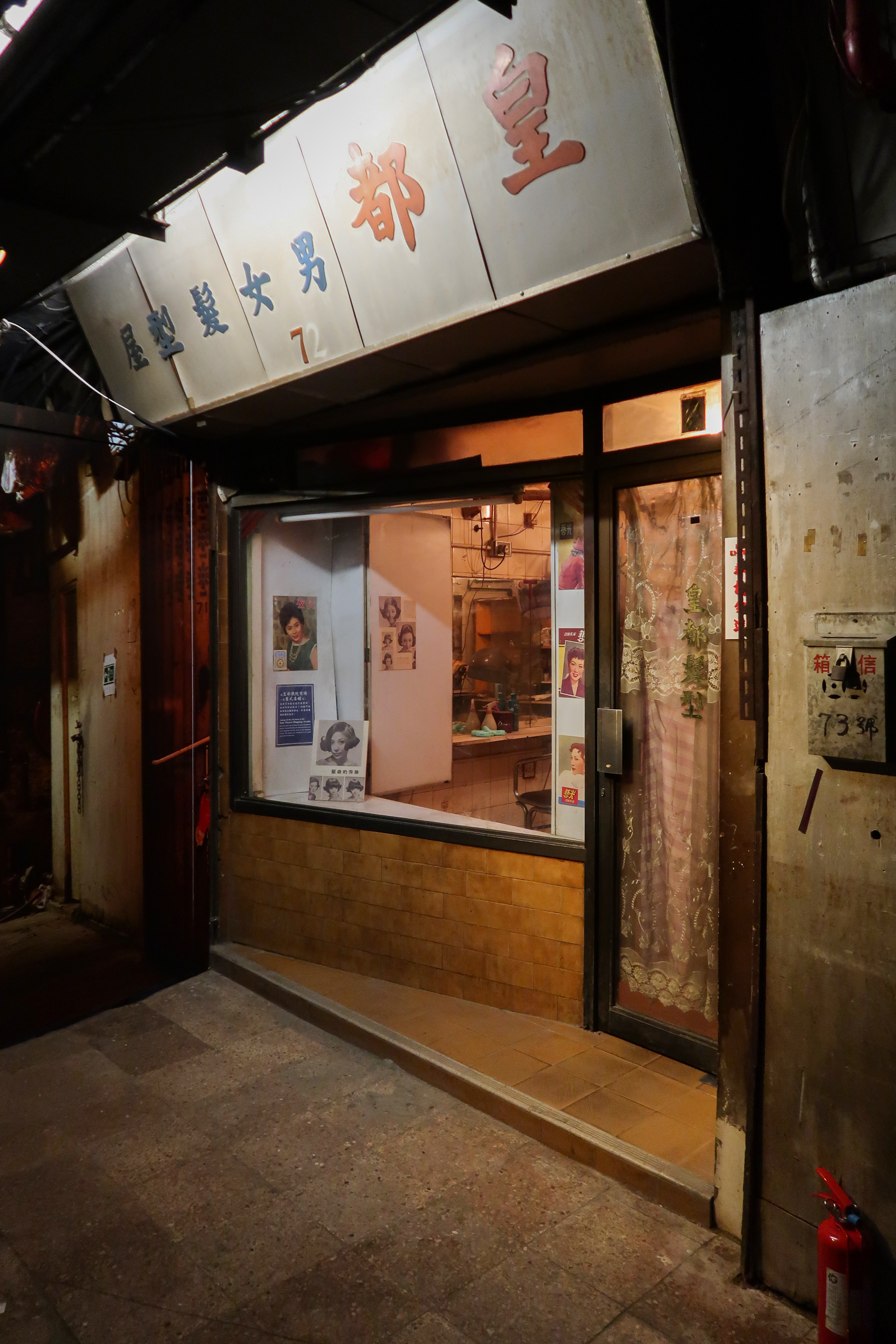
發展商將其中一間昔日店舖「皇都髪型屋」保留原貌

## 命案
2003年12月25日，北角皇都大廈二樓板間房發生兇殺案，一名31歲姓盧男子猜枚爭執遭斬頸，送院後不治。

## 鄰近
- 長康街
- 堡壘街
- 建華街
- 北角道
- 北景街
- 電廠街
- 炮台山道

## 交通
大廈毗鄰英皇道、渣華道、電廠街、電氣道等，乘搭公共交通者可乘香港電車、巴士、小巴或隧道巴士102、112、106或116號線前往。

## 外部連結
- 皇都戲院（页面存档备份，存于）
- 論香港戲院（页面存档备份，存于）
- 香港戲院相集
- YouTube：前皇都戲院經理梁栢活先生細說昔日皇都（页面存档备份，存于）
- 香港大學圖書館：「璇宮戲院大廈」售樓說明書 （页面存档备份，存于）

22°17′26″N 114°11′44″E / 22.290662°N 114.195417°E